# هاري لانجه

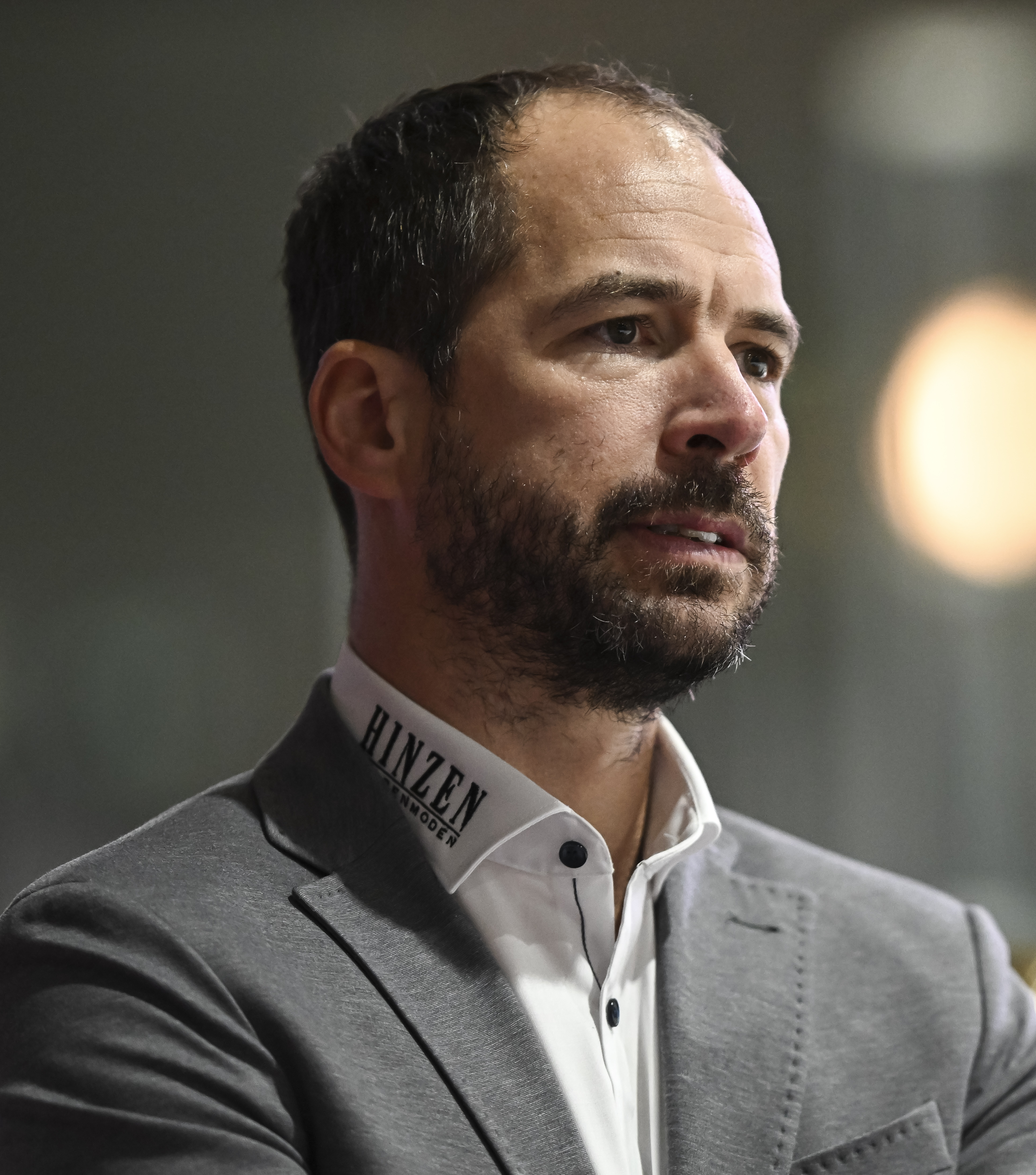

هاري لانجه (بالألمانية: Harry Lange)‏ هو لاعب هوكي الجليد نمساوي، ولد في 5 ديسمبر 1983 في كلاغنفورت في النمسا.

## وصلات خارجية
- هاري لانج على موقع EliteProspects.com (الإنجليزية)
- هاري لانج على موقع HockeyDB.com (الإنجليزية)